# کوپر (اسلوونی)
کپر، اسلوونی (به ایتالیایی: Capodistria) یک شهر در اسلوونی با جمعیت ۲۴٬۹۹۶ نفر است که در slovenian littoral واقع شده‌است.